# Théâtre de la Dame Blanche
Le Théâtre de la Dame Blanche est un théâtre d'été situé sur le site du Parc de la Chute-Montmorency, à Québec.

## Historique
Le théâtre était anciennement le Théâtre Paul-Hébert, situé à Saint-Jean-de-l'Île-d'Orléans. Le bâtiment a été déplacé en haut de la chute Montmorency.

## Origine du nom
Le nom du théâtre provient de la légende de la Dame blanche. Cette légende raconte l'histoire d'une veuve qui aurait perdu son mari lors de la guerre de Sept Ans et se serait suicidée dans la chute. On raconte qu'il est possible de la voir rôder les soirs de pleine lune dans le Parc à partir de l'Île d'Orléans.

## Spectacles
- 2007 : Attention ! 4 chasseurs (5 juillet 2007 au 25 août 2007) - Les veuves de chasse (28 août 2007 au 8 septembre 2007).
- 2009 : Mon ami zen (juillet 2009) - Le désir (juillet 2009)
- 2010 : Les voisins (22 juillet au 28 août 2010)
- 2011 : Coup sur coup (21 juillet au 27 août 2010)

## Note
1. ↑  Présentation du Théâtre de la Dame Blanche